# 周作民
周 作民（しゅう さくみん）は中華民国・中華人民共和国の銀行家・実業家・政治家。主に中国北方の銀行界で活動した人物で、中華人民共和国でも銀行界の要職を務めた。旧名は維新。

## 事績

### 北方銀行界での台頭
15歳で東文学堂に入学する。1902年（光緒28年）秋に広東省へ移り、広東公学に入った。1906年（光緒32年）に日本へ留学し、京都の旧制第三高等学校で学ぶ。修業後に帰国し、1908年（光緒34年）秋、南京法政学堂で翻訳（通訳）を務めた。
1912年（民国元年）、南京に成立した中華民国臨時政府において、財政部庫蔵司司長に任命される。1915年（民国4年）、交通銀行稽核課主任となり、まもなく同銀行の蕪湖分行経理も兼任した。1917年（民国6年）5月、金城銀行（zh:金城銀行）総経理となった。翌年、安福国会で参議院議員となる。その後も財政調査会委員、京師総商会会長、安国軍財政討論会委員などを歴任している。1928年（民国17年）、張作霖が国民革命軍による北伐の前に敗れ、北京から逃亡すると、周作民は臨時治安維持会の会員として善後処理にあたった。

### 国民政府から中華人民共和国へ
1931年（民国20年）5月、国民会議に参加し、主席団の構成員となった。同年、国民政府の全国経済委員会委員と財政委員会委員、さらに行政院駐平政務整理委員会委員を兼任している。翌年、東北政務委員会委員となり、1935年（民国24年）には冀察政務委員会委員となった。1937年（民国26年）の日中戦争（抗日戦争）勃発後は、農産調整委員会主任委員に起用される。11月、上海租界に移り、日本軍に占領された地域での金城銀行各分行の指揮をとった。
1941年（民国30年）12月、香港が陥落した際に、同地に滞在していた周作民は日本軍に捕虜とされた。翌年3月、上海に送り戻され、以後、汪兆銘政権で全国経済委員会委員や全国商業統制総会監事に任命されたが、実際には就任していない。戦後の1948年（民国37年）5月、香港に移住した。
その後、周作民は中華人民共和国の政権に参加した。1951年6月、中国人民政治協商会議全国委員会委員に任ぜられ、9月には公私合営「北五行」（塩業・金城・中国銀行 (中華人民共和国)・大陸・聯合の5銀行）聯合董事会董事長に起用された。翌年12月には、60銀行の公私合営聯合董事会が成立し、周は副董事長となっている。
1955年3月8日、心臓病のため上海にて死去。享年72。